# Dilek Sabancı Spor Salonu
Dilek Sabancı Spor Salonu – nieistniejąca już hala widowiskowo-sportowa w Antalyi, w Turcji. Istniała w latach 2001–2013. Mogła pomieścić 2500 widzów.
Hala została oddana do użytku 3 listopada 2001 roku. Obiekt otrzymał imię działaczki paraolimpijskiej Dilek Sabancı. Pierwszą imprezą sportową w nowej hali, która odbyła się bezpośrednio po jej otwarciu, były mistrzostwa świata w podnoszeniu ciężarów.
We wrześniu 2003 roku w hali rozegranych zostało część spotkań fazy grupowej kobiecych mistrzostw Europy w siatkówce.
W marcu 2010 roku obiekt był gospodarzem mistrzostw świata w wushu.
W 2013 roku hala została rozebrana, by w jej miejscu wybudowany został nowy stadion piłkarski (jego otwarcie miało miejsce w 2015 roku). Nieopodal nowego stadionu powstała także nowa, znacznie większa hala sportowa, którą otwarto w 2016 roku. 